# Anschluss

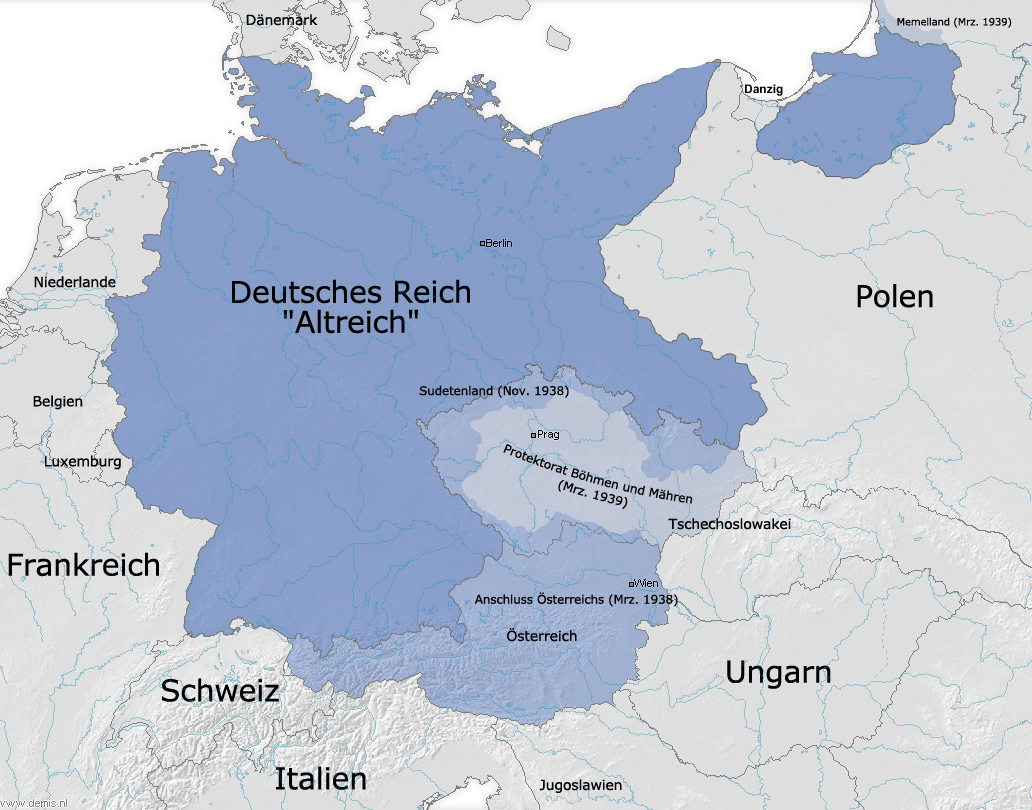
Extensió del Tercer Reich abans de la Segona Guerra Mundial

Anschluss ( Anschluss (?·pàg.)) és el nom amb què es coneix l'annexió d'Àustria al Tercer Reich pel règim nazi el 12 de març de 1938.

## Antecedents
La reunificació dels pobles alemanys en un sol estat fou una constant des de la creació del Sacre Imperi Romanogermànic, que havia perviscut en diverses fórmules fins al 1806. Fins a la Guerra Austroprussiana de 1866 es creia que la recomposició només la podria liderar Àustria, però la victòria prussiana a la guerra va posar en dubte aquesta teoria. La composició multiètnica de l'Imperi Austrohongarès també feia que es rebutgés aquesta possibilitat perquè no renunciarien als territoris no alemanys, i les guerres perdudes van afeblir l'imperi i el va allunyar d'aquest objectiu, i van permetre el lideratge de Prússia en la Confederació d'Alemanya del Nord, que es convertiria en l'imperi Alemany el 1871, a més de la condició religiosa: mentre Àustria era eminentment catòlica, Prússia era protestant.
Amb la dissolució de l'Imperi austrohongarès pel Tractat de Versalles el 1919, els austríacs germanoparlants haguessin volgut integrar-se en la República de Weimar, però les condicions d'aquest tractat ho impedien perquè França i el Regne Unit volien evitar una Alemanya massa forta.
A principis dels anys 1930, el suport a Àustria per la unió amb la República de Weimar era molt important, i els governs van mirar d'establir acords duaners el 1931, però l'ascens al poder de Hitler va refredar les intencions austríaques. Hitler (austríac de naixement) va prometre un nou imperi (Reich) que reunís tots els pobles alemanys, per la força, si calia.
Àustria va patir la crisi econòmica com la resta dels seus veïns. La primera república, dominada pel partit socialcristià (CS) des dels anys 1920 es va desintegrar el 1933, amb la dissolució del parlament i la prohibició dels nacional socialistes austríacs, fins a arribar a la guerra civil el febrer i la prohibició de tots els partits a excepció del CS i va evolucionar fins a transformar-se en un pseudofeixisme, on el CS i els paramilitars del Heimwehr dominaven l'estat que ja no tenia llibertat de premsa, i el Canceller governava per decret. El predomini del catolicisme va fer que Engelbert Dollfuss i el seu successor Kurt Schuschnigg s'inspiressin en el feixisme italià de Benito Mussolini, qui els va donar suport fins que va necessitar el suport alemany a Etiòpia i l'establiment de l'Eix.
Quan el Canceller Dollfuss va ser assassinat pels nazis austríacs el 25 de juliol de 1934, es va desfermar la segona guerra civil en menys d'un any, que va acabar el mes d'agost, quan els dirigents nazis austríacs van marxar a Alemanya per coordinar les accions, mentre la resta començava a emprar mètodes terroristes contra les institucions (amb el resultat de 800 morts fins al 1938) Schuschnigg, el successor de Dollfuss va prendre mesures dràstiques contra els nazis, com internar-los en camps de concentració, cosa que també va fer amb els socialdemòcrates.

## Moviments alemanys i austríacs del 1938
A principis de 1938, Hitler ja havia consolidat el seu poder al front del Tercer Reich i estava preparat per acomplir la reunificació.
El gener de 1938, Hitler va demanar que se cessés Alfred Jansa, el cap de l'exèrcit austríac, que estava preparant-se per la defensa contra una invasió alemanya, i Kurt Schuschnigg va accedir. El 12 de febrer de 1938, Hitler es va trobar amb Schuschnigg a Berchtesgaden (Baviera) i li va demanar que aixequés la prohibició dels partits polítics i reinstal·lés la llibertat dels partits, alliberés els presoners nazis i que aquests participessin en el govern, si no volia enfrontar-se a una acció militar. Schuschnigg va acceptar les demandes i va anomenar dos nazis, Arthur Seyss-Inquart, com a ministre d'interior i Edmund Glaise-Horstenau com a ministre sense cartera.
Els nous ministres van treballar per manllevar l'autoritat de Schuschnigg, i aquest va reaccionar usant el patriotisme i mirant de recollir el màxim suport popular. Per primer cop després de la primera guerra civil, els socialistes i comunistes podien aparèixer en públic, i li van oferir el seu suport.
El 9 de març, com a última oportunitat per mantenir la independència d'Àustria, Schuschnigg va programar un plebiscit sobre la independència per al 13 de març, i per assegurar-se la majoria, es va posar el mínim d'edat en 24 anys, atès que els més joves majoritàriament s'inclinaven per la reunificació i les idees nazis. L'endemà de la convocatòria, Hitler va deixar clar que no es quedaria de braços plegats, va declarar que hi hauria una tupinada massiva i que Alemanya no acceptaria el resultat. A més, el ministre de propaganda alemany va informar que hi havia hagut aldarulls i que gran part de la població demanava que l'exèrcit alemany restablís l'ordre. Schuschnigg immediatament va dir que els informes eren mentida, i Hitler va enviar un ultimàtum a Schuschnigg l'11 de març, demanant que es donés el poder al partit nazi austríac o s'envairia Àustria. Abans d'esperar una resposta, Hitler va signar l'ordre d'enviar les tropes. Llavors, Schuschnigg va buscar desesperadament suport internacional per la independència d'Àustria, però veient que ni França ni el Regne Unit prendrien cap acció, va dimitir com a canceller, en una intervenció radiofònica en la qual acceptava els canvis i donava el govern als nazis per evitar un bany de sang.
El president Wilhelm Miklas va refusar de nomenar Seyss-Inquart com a canceller i ho va demanar a Michael Skubl i Sigismund Schilhawsky, però els nazis s'havien preparat bé, i en poques hores van prendre control de gran part de Viena, incloent el ministeri d'afers interns (que controlava la policia). Com que Miklas refusava nomenar Seyss-Inquart, aquest no podia enviar un telegrama demanant al govern alemany l'enviament de tropes per restablir l'ordre i Hitler estava furiós. A les 10 de la nit, després d'haver signat l'ordre d'invasió, Hermann Göring i Hitler van deixar d'esperar i van publicar un telegrama fals en el qual el govern austríac demanava l'entrada de les tropes. A mitjanit, després que tots els edificis importants de Viena havien estat presos pels nazis i els polítics importants, com Richard Schmitz, Leopold Figl, Friedrich Hillegeist i Franz Olah havien estat detinguts per les SS enviades per Heinrich Himmler, Miklas va anomenar Seyss-Inquart com a Canceller.

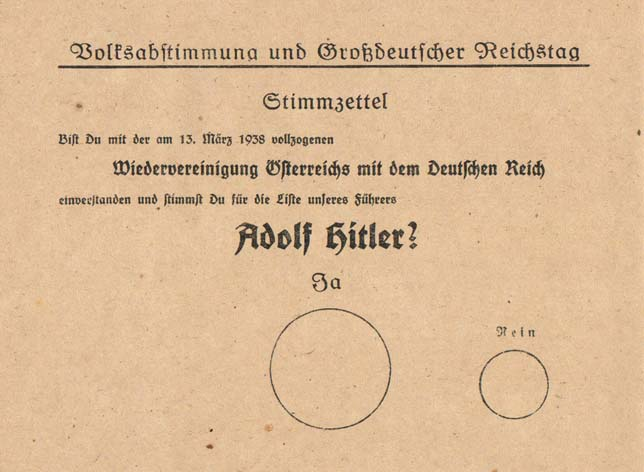
Papereta en blanc del plebiscit del 10 d'abril de 1938: està escrit: «Esteu d'acord amb la reunificació d'Àustria amb el Reich alemany que es va decretar el 13 de març de 1938 i votar per al partit del nostre líder Adolf Hitler?». El cercle gran està marcat SÍ, el petit NO.

## Anschluss
El matí del 12 de març el 8è exèrcit de la Wehrmacht va travessar la frontera i no van trobar resistència per part de l'exèrcit austríac. Van ser rebuts amb alegria per la població.
Tot i que els invasors estaven mal organitzats i mal coordinats, no va tenir una importància cabdal perquè no hi va haver combats, però va servir per alertar els comandants alemanys per les futures operacions a emprendre.
Hitler va arribar en cotxe a Braunau am Inn, la seva ciutat natal, la mateixa tarda, i va rebre una calorosa benvinguda, i tot seguit va recórrer Àustria en una ruta triomfal, que va culminar en una rebuda de 200.000 persones a la 'Heldemplatz' (Plaça dels Herois) de Viena, per escoltar el seu discurs de proclamació de l'Anschluss.
Com que la intervenció alemanya encara va trigar tres dies a ocupar tot el territori, el referèndum es va celebrar en una part d'Àustria el 13 de març.

## La ratificació
L'Anschluss va tenir efecte legislatiu immediatament, i fou sotmès a un plebiscit el 10 d'abril que va referendar la unificació pel 99,73% dels vots, després d'una intensa campanya de propaganda, però en el referèndum s'havia exclòs del vot els jueus i els antics membres de partits d'esquerra (unes 400.000 persones, el 10% de la població) i el vot no era secret.
Àustria va esdevenir la província d'Ostmark del Tercer Reich fins al final de la Segona Guerra Mundial, i Seyss-Inquart el seu governador. Durant les setmanes següents, 70.000 persones, incloent socialdemòcrates, comunistes, jueus o altres dissidents potencials, van ser empresonats o enviats a camps de concentració. Un govern provisional va declarar la nul·litat de l'Anschluss el 27 d'abril de 1945.